# هیوگز تاروال
هیوگز تاروال (انگلیسی: Hugues Taraval; ۲۷ فوریهٔ ۱۷۲۹ – ۱۹ اکتبر ۱۷۸۵) نقاش اهل فرانسه بود.
وی همچنین برندهٔ جوایزی همچون جایزه بزرگ رم شده‌است.